# Федір Заньковський
Фе́дір Григо́рович Заньковський (Занковський, Заньківський) (1723 — бл. 1802) — український військовик Гетьманщини та Російської імперії. Останній миргородський полковник (1771—1782), бригадир Російської імператорської армії (з 1783 року), поміщик.

## Походження
Народився 1723 року в родині чигирин-дібровського сотника Лубенського полку Гетьманщини Григорія Юрійовича Заньковського (бл. 1690 — 1745). Мати — Марія, донька полтавського полковника Івана Черняка. Шляхетський рід Заньковських веде походження з території Великого князівства Литовського.

## Життєпис
1743 року поступив на службу рейтаром до лейбгвардії Кінного полку Російської імператорської армії, що дислокувався в Петербурзі. 1747 повернувся на Гетьманщину у зв'язку зі смертю батька (загинув у поході проти османів). Вступив на службу до Війська Запорозького. 22 березня 1748 одержав чин бунчукового товариша.
З 1750 служив у Полтавській полковій рахунковій комісії. Мешкав у селі Крутий Берег у Першій Полтавській полковій сотні. 1771 призначений миргородським полковником після смерті Федора Остроградського. Брав участь у російсько-турецькій війні: відзначився при штурмі Перекопського валу у 1771, у боях на Кінбурнській косі та узбережжі Азовського моря у 1773.
Після анексії Гетьманщини Російською імперією 1782 продовжив службу у Миргородському карабінерному полку, що 1783 року був переформований у Сіверський карабінерний полк. 28 червня 1783 одержав військове звання бригадира. У 1788-1789 брав участь у черговій російсько-турецькій війні. 1789 пішов у відставку, склав духовний заповіт.
Помер близько 1802 року у селі Крутий Берег. До наших днів збереглися руїни садиби кінця XVIII століття, де мешкав колишній полковник (садиба Заньковських-Дублянських, сучасна місцевість Крутий Берег у Полтаві).

## Маєтки

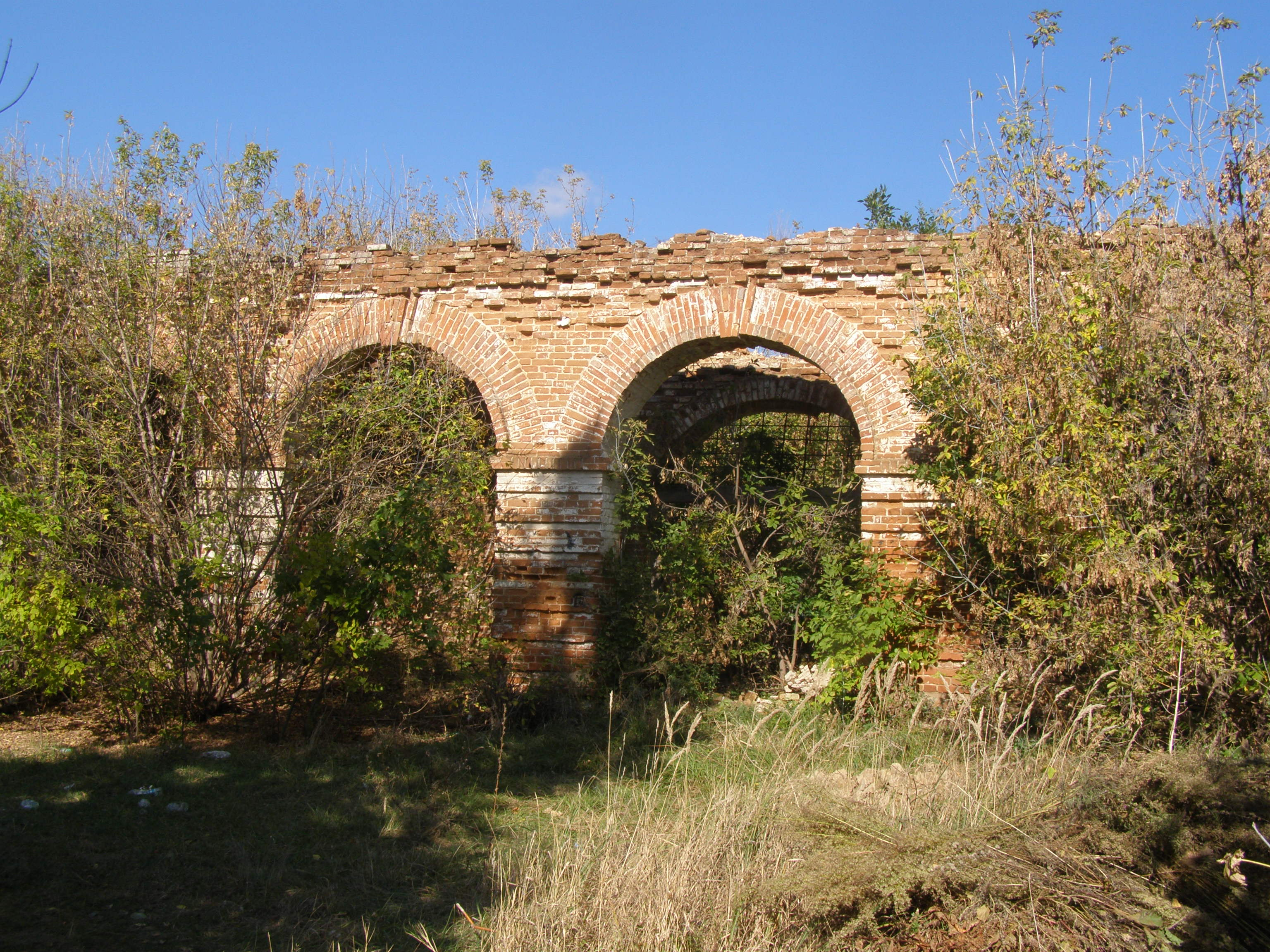
Руїни садиби Заньковських-Дублянських. Крутий Берег (сучасна Полтава)

Станом на 1752 рік мав володіння у Першій Полтавській полковій сотні — 43 двори і 3 бездвірні хати. 1755 збудував млин на крутоберезькій греблі під Полтавою разом із бунчуковим товаришем Іваном Богдановичем.
Станом на 1788 мав 1215 душ підданих чоловічої статі у Миргородському повіті Київського намісництва, Полтавському, Олександрійському та Костянтиноградському повітах Катеринославського намісництва.

## Родина
1756 одружився з донькою бунчукового товариша Івана Остроградського. Після смерті тестя у 1757 вів тяжби за спадкове майно Остроградських зі своїми шваґрами Іваном і Володимиром. Другим шлюбом був одружений з донькою полтавського полкового обозного Андрія Руновського.
- Донька Анастасія — дружина статського радника Івана Канієвського;
- Донька Варвара — дружина надвірного радника Андрія Дублянського;
- Донька Мотря — дружина миргородського полкового хорунжого Івана Московки.